# 岩波数学辞典
『岩波数学辞典』（いわなみすうがくじてん）とは、岩波書店発行、日本数学会編集の、数学についての辞典（事典）。数学の各分野についての項目が記述されている。

## 経緯
岩波書店の委託により、日本数学会が辞典の編集に着手し、1954年4月20日に初版が発行された。その後、1960年12月15日に増訂版を発行。1968年6月25日に第2版を発行。1985年12月10日に第3版を発行行。2007年3月15日に第4版を発行。序文の署名者は、初版、第1版増訂版、第2版は彌永昌吉、第3版は伊藤清、第4版は服部晶夫である。
また、海外でも翻訳がなされて、"Encyclopedic Dictionary of Mathematics" (Editor : The Mathematical Society of Japan) としてマサチューセッツ工科大学出版局から発行された。その初版は日本語版第2版を翻訳したもので1980年に発行された。第2版は日本語版第3版を翻訳したもので1993年に発行された。

## 内容
一線の研究者300–400人の執筆による中項目辞典。「辞典」と題されているが「事典」とみなすこともできる。項目数は第1版593、第2版436、第3版450、第4版515。本文のページ数は、第1版改訂版は685ページ、第2版は885ページ、第3版は1347ページ、第4版は1680ページ。最新の第4版では、索引なども含めたページ数は1976ページ。
数学の各分野において、それぞれの事項が簡潔に記述されている。定理の証明などはついていない。高校生や一般向けではなく、数学や数学関連分野専攻の大学生以上向けと考えられる。

### 索引と配置
第2版まで、本文項目と和文索引は、日本語のローマ字表記のアルファベット順に配置されていた。五十音順への要望が多かったため、第3版から配置順、和文索引とも五十音順に変更された。
和文索引の他に、欧文索引、人名索引が存在する。また、第3版まではロシア語索引があったが、第4版では削除された。

### 付録
本文項目の後、索引の前に、公式集・数表集が付属する。

### CD-ROM
第4版ではCD-ROMが添付された。第4版のCD-ROMには、第3版の画像取り込みPDF、第4版の内容PDFが収録されている。

## CDROM販売
2021年7月9日、ロゴヴィスタ株式会社から、 第4版がCDROM版のWindows専用のアプリケーションとして販売された。量販店、大手書店で購入可能であり、ダウンロード販売サイトでも販売されている。CDROM版、ダウンロード版どちらも、オンラインアップデートが可能である。なお、当然であるが、紙書籍は添付されない。

## サブスクリプション・サービス
インターネット百科事典のジャパンナレッジは、2020年7月10日に サブスクリプションサービスの1つとして、第4版のコンテンツを公開した。ただし、中学・高校向け新サービスであるジャパンナレッジSchoolでは提供されない。